# Veronika Simoniti
Veronika Simoniti, slovenska prevajalka in pisateljica; * 20. oktober 1967.
Na ljubljanski Filozofski fakulteti je diplomirala iz italijanskega in francoskega jezika. Kot pisateljica se je začela uveljavljati s pravljicami, ki jih je pošiljala na Radio Slovenija. Njena prva kratkoprozna objava je bila zgodba Metuljev zaliv, za katero je prejela prvo nagrado na natečaju revije Literatura. Leta 2014 je izšel njen prvi roman, Kameno seme, s katerim se je uvrstila v peterico nominirancev za kresnika leta 2015. Za roman Ivana pred morjem, ki je izšel pri Cankarjevi založbi, je leta 2020 prejela kresnika.